# Vitaly Balasanyan
Vitaly Balasanyan (in armeno Վիտալի Բալասանյան?, traslitterato anche Vitali Balasanyan; Askeran, 5 marzo 1959) è un politico e militare karabakho.
È stato un eroe della guerra di liberazione che ha combattuto con il titolo di generale.
Si è presentato alle elezioni parlamentari del 2005 ed alle elezioni parlamentari del 2010 risultando eletto all'Assemblea nazionale del Nagorno Karabakh come deputato indipendente della Federazione Rivoluzionaria Armena.
Già consigliere della presidenza della repubblica, nel 2010 è stato nominato vice ministro della Difesa.
Si è candidato alle elezioni presidenziali del 2012 in contrapposizione al presidente uscente Bako Sahakyan e tale autocandidatura ha determinato l'allontanamento dal gruppo della FRA.
Secondo alcuni la ragione di questo divorzio politico risiederebbe invece nella contrapposizione a Sahakyan (appoggiato esternamente dalla Federazione Rivoluzionaria Armena) e dai contatti di Balasanyan con l'ex presidente Robert Kocharyan.
In seguito si è candidato alle Elezioni presidenziali in Artsakh del 2020. 
Dal dicembre 2020 ha ricoperto la carica di Segretario del Consiglio di sicurezza della Repubblica di Artsakh, incarico che ha ricoperto fino al 7 gennaio 2023  allorché è stato sostituito da Ararat Melkumyan.

## Elezioni presidenziali 2012
La discesa in campo di Balasanyan nelle ultime elezioni presidenziali è stata accolta favorevolmente in quanto vista come un segnale di cambiamento nella politica della repubblica e la contrapposizione tra candidati ha rappresentato un'implementazione del processo democratico.
Peraltro lo stesso Balasanyan si è definito "candidato di opposizione" Vitaly Balsaniyan ha ottenuto 22966 voti pari al 32,5% dei voti.

## Elezioni parlamentari del 2015
Alle elezioni politiche del 2015 Balasanyan è stato eletto nelle file di Movimento 88.

## Elezioni presidenziali del 2020
Al primo turno delle elezioni per il presidente della repubblica Balasanyan ha ottenuto 10.755 voti pari al 14,7%.